# Georges Thurnherr
Georges Thurnherr (ur. 16 kwietnia 1886 w Eglingen, zm. 6 kwietnia 1958 w Belfort) – francuski gimnastyk, medalista olimpijski.

## Kariera sportowa
W 1908 r. reprezentował barwy Francji na letnich igrzyskach olimpijskich w Londynie, zajmując 18. miejsce w wieloboju indywidualnym. Podczas igrzysk w Antwerpii (1920) zdobył brązowy medal w wieloboju drużynowym i zajął 5. miejsce w wieloboju indywidualnym.